# Винодельная волость
Винодельная (Виноделенская) волость — административно-территориальная единица в 1871-1924 годах в Новогригорьевском уезде, позднее в Благодарненском уезде Ставропольской губернии. 
Волостной центр - селение Винодельное.

## История
Волость образована в 1871 году.
1872-м году в Виноделенской волости образовалось два новых селения - Бурукшун и Гашун.
В 1873 году волость состояла из непосредственно самого селения Винодельного, отсёлка Лиман, хутора Беликова, сёл Бурукшун, Большая Джалга, Вознесенское, Гашун, Дербетовское   хутором Джалгинским, Дивное с отсёлком Дивненским и хуторами Клочковых, Маки, Реусова, сёл Кистинское, Малая Джалга, Митрофановское, Предтеченское, Рагули, Кевсалинское ногайское сельское общество, аулов Канглыкский, Кирирюмский, Крымский, Мясницкий.
1 января 1881 года из Винодельненской волости, как самой многочисленной волости в уезде, выделились Больше-Джалгинская, Вознесенская, Дербетовская, Кевсалинская, Кистинская, Мало-Джалгинская, Митрофановская и Рагулинская волости с общим количеством населения почти 10 тысяч человек. В составе волости находились хутора Алейникова и
Беликова.
В 1909 году волость включала само село, женский монастырь, хутора Кочержинского и Полтавский; по данным переписи 1916-1917 г.г., хутора именовались посёлками.
В 1920 году Виноделенская волость состояла из села Винодельного и хутора Кочержинского.
До 1924 года волость состояла в Благодарненском уезде, когда образовался Северо-Кавказский край с центром в г. Ростове-на-Дону, включавший в себя наряду с другими и Ставропольскую губернию. Губерния сразу же была преобразована в Ставропольский округ, а в его составе вместо уездов появилось двенадцать принципиально новых административно-территориальных единиц - районов. Среди них - и Винодельненский. Районным центром 13 февраля 1924 г. было утверждено село Винодельное.